# Lycosa infesta
Lycosa infesta là một loài nhện trong họ Lycosidae.
Loài này thuộc chi Lycosa. Lycosa infesta được Charles Athanase Walckenaer miêu tả năm 1837.